# 자야카트왕
자야카트왕(Jayakatwang, ?-1293경)은 자바(Java) 제2차 케디리 왕국(Kingdom of Kediri)의 국왕이다. 싱하사리 왕국(Singhasari kingdom) 마지막 왕인  케르타네가라(Kertanegara)를 전복시키고 등극하였다. 그러나 케르타네가라의 사위 라덴 위자야(Raden Wijaya)가 자바를 침공한 원(元)의 군대를 이용하여 자야카트왕을 물리쳤다. 라덴 위자야는 이후 다시 몽골군을 몰아내고 마자파힛 제국(Majapahit empire)을 건국하였다.

## 배경
1271년 이후, 자야카트왕은 케디리의 부왕(viceroy) 혹은 행정관(governor)이었는데, 당시 케디리는 싱하사리의 속국이었다.:199 1222년 초대 싱하사리 국왕  켄 아록(Ken Arok)의 전복까지 케디리는 자바의 패자였다. 자야카트왕은 케디리 종실 후손이었던 것으로 추정되며, 따라서 자신의 혈통이 권좌에 올라 자바의 통치권을 회복할 야망을 가지고 있었던 것으로 보인다.
그의 이름은 산스크리트어로 '승리'를 의미하는 '자야(Jaya)'와 자바어로 '흥기, 등장'을 의미하는 '케타왕(ketawang)'에서 왔다.
케디리는 싱하사리로부터 약 80km 서쪽에 있는 브란타스강 하안의 비옥한 쌀 생산 지역에 있었지만, 아르주노 웨리랑 화산(Arjuno-Welirang volcanoes)와 카위산(Mount Kawi)에 의해 싱하사리와 분리되었다.

## 싱하사리에의 반기
싱하사리 제5대 국왕 케르타네가라(Kertanegara)는 야심에 찬 인물이었다. 1289년 몽골 사절단이 자바에 와서 원(元)에의 항복을 요구하였다. 케르타네가라는 거절하고 사신들의 귀를 잘라 원으로 보내었다. 몽골의 복수가 있을 것으로 예상한 그는 동남아시아 해양부 일대 주요 항구와 국가를 정복하여 향후에 있을 몽골의 침략을 막고자 하였다. 그의 대표적인 침공은 1292년 수마트라(Sumatra)로 향하는 파말라유 원정(Pamalayu expedition)이었다. 그는 여러 스리비자야(Srivijaya) 계승 국가로 구성된수마트라를 정복하기 위하여 자바 군대를 보내었다.
자바 군대가 해외로 나가자 자야카트왕은 기회를 틈타 싱하사리를 상대로 쿠데타를 일으켰다. 그는 북자바에 양동 공격을 가하였고, 그의 군대는 자바에 남은 싱하사리 군대를 끌어내었다. 싱하사리가 무방비 상태가 되자 그는 수도를 공격하였다.
케르타나가라는 왕궁에서 살해되었다. 자야카트왕은 자바의 통치자가 되었고, 부활한 케디리의 왕이 되었음을 선포하였다.:199
생존한 케르타나가라의 친족 라덴 위자야는 마두라(Madura)로 도주하였고, 그곳에서 그는 마두라 통치자(regent) 아르야 위라라자(Arya Wiraraja)에게 은신하였다. 위라라자의 주장에 의하면, 자야카트왕은 라덴 위자야를 설득하였고 이에 라덴 위자야는 자야카트왕에게 항복하였다. 자야카트왕은 위자야에게 타릭(Tarik)이라는 브란타스강 삼각주의 숲땅을 하사하였고, 이로써 라덴 위자야는 훗날 마자파힛(Majaphit)이라 불리는 도시를 세웠다. 마자파힛이라는 명칭은 그 지역에서 나는 신맛의 나무(beal tree) 이름에서 유래하였다.

## 몽골 침공
원 쿠빌라이 칸(Kublai Khan)이 파견한 몽골군의 원정대는 천주(泉州)에서 출발, 참파(Champa)와 카리마타(Karimata)를 거쳐 1293년 초에 투반(Tuban) 항구에 상륙하였다. 라덴 위자야는 이를 케르타네가라의 죽음에 대하여 복수할 수 있고 자바 왕좌에 즉위할 수 있는 기회로 보았다. 그래서 그는 항복을 표명하였고, 격동하는 최신 자바 정치 상황을 모르는 몽골군과 동맹을 맺었다.
원정단은 전선 1천 척에 군사 2만 명과 1년치 군량을 싣고 있었다. 원정단은 대부분 중국 화남에서 징발된 군사로 구성되었다. 투반 항구에 도착하자 이들은 자바의 강들을 거슬러 올라가기 위한 선단을 준비하였다.

### 케디리 정벌
라덴 위자야를 길잡이로 몽골군은 자야카트왕에게 선전포고를 하였다. 라덴 위자야와 몽골군은 브란타스강 삼각주에 위치한 수라바야(Surabaya)에 주둔한 자야카트왕의 해군을 격파하였다. 승전 이후 연합군은 브란타스강을 따라 자바 내륙의 케디리 왕국으로 진격하였다. 격전을 벌인 끝에 이들은 케디리를 포위하여 함락시켰다. 자야카트왕은 생포되었고, 1293년 3월에 처형되었다.:201

## 유산
자야카트왕의 케디리 부활은 단기간에 끝났지만, 그의 즉위는 자바와 인도네시아 역사에 중요한 역할을 하였고, 특히 라덴 위자야의 마자파힛 건국에 큰 영향을 주었다.
마자파힛 영토로 귀환하여 몽골에 조공을 바치는 척하며라덴 위자야는 전투로 지친 몽골군을 배신하였다. 라덴 위자야는 자바에서 몽골군을 몰아내고, 동남아시아에서 가장 강력한 제해권을 가진 제국인 마자파힛을 건국하였다.

## 같이 보기
- 라덴 위자야
- 마자파힛 제국
- 케디리 왕국